# Flying Cat
Flying Cat ou FlyingCat est un nom déposé, il désigne les catamarans à grande vitesse construits par Kvaerner Fjellstrand. Il existe 26 catamarans dans le monde. Kværner et sa filiale de Singapour en ont construit 24, tandis que Damen Shipyards, qui a succédé à la filiale de Singapour de Kværner, en a construit 2 sous le modèle « DFF4010 ».

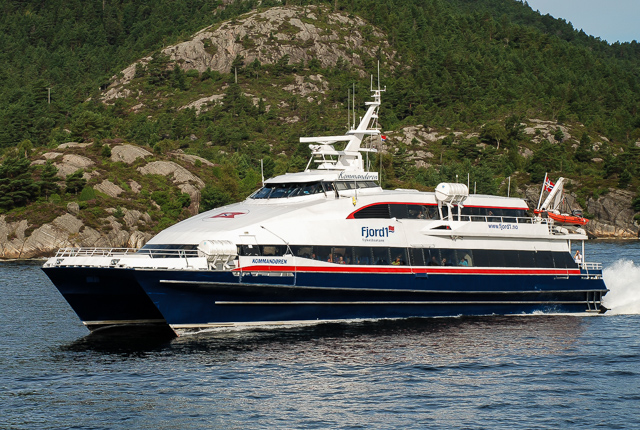
Le premier catamaran FlyingCat - Kommandøren

Cette série de catamarans est produite entre 1990 et 2004, et se divise en trois modèles : 40 m, 46 m et 50 m. Le modèle de 40 m est le plus grand nombre, et il n'existe qu'un seul des autres modèles. Tous les navires sont propulsés par 2 ou 4 moteurs diesel (FlyingCat 50 m et 46 m uniquement).

## Caractéristiques
- Vitesse : 35 nœuds (FlyingCat 40m et 46m) / 39,5 nœuds (FlyingCat 50m)
- Longueur : 40 m (FlyingCat 40 m) / 45,5 m (FlyingCat 46 m) / 46 m (FlyingCat 50 m)
- Largeur : 10,1 m (FlyingCat 40 m) / 11,2 m (FlyingCat 46 m) / 12,0 m (FlyingCat 50 m)
- Tirant d'eau : 1,07 m (FlyingCat 40 m) / 2,03 m (FlyingCat 46 m) / 1,23 m (FlyingCat 50 m)
- Capacité passagers : 220-449 personnes
- Nombre de véhicules pouvant être accueillis (uniquement pour FlyingCat 50m) : 13 voitures particulières
- Poids brut : 479 tonnes (FlyingCat 40m) / 534 tonnes (FlyingCat 46m) / 573 tonnes (FlyingCat 50m)
- Poids net : 155 tonnes (FlyingCat 40m)
- Motorisation : 2 moteurs diesel MTU 16V 396 TE 74L (FlyingCat 40m) / 4 moteurs diesel MTU 12V 4000 M70 (FlyingCat 46m) / 4 moteurs diesel MTU (FlyingCat 50m, même modèle de moteur principal que le FlyingCat 40m)

## Opérations
Depuis la mise en service du premier catamaran FlyingCat, le Kommandøren, en Norvège en 1990,, de nombreuses compagnies de ferry européennes et asiatiques ont acheté ce type de ferry à passagers à grande vitesse pour les utiliser comme ferries transfrontaliers ou nationaux. La production du ferry a été progressivement arrêtée dans les années 2000.
La première livraison à l'étranger est effectuée pour un armateur grec en 1991. Les compagnies hongkongaises Sun Ferry (en) et TurboJET (en) ont possédé 5 et 6 ferries de ce type.